# Belontia
Belontia là danh pháp khoa học của một chi cá trong họ Osphronemidae, cũng là chi duy nhất trong phân họ Belontiinae, bản địa môi trường nước ngọt Đông Nam Á và Sri Lanka. Các loài cá kích thước trung bình này ít khi được nuôi trong các bể cá cảnh do tính hiếu chiến của chúng và màu sắc tẻ nhạt so với các loài cá cảnh phổ biến trong họ Osphronemidae.

## Các loài
Hiện tại người ta công nhận 2 loài thuộc chi này:
- Belontia hasselti (G. Cuvier, 1831) - Cá rô dẹp đuôi hoa,[2] Malay combtail. Phân bố: Malaysia, Indonesia, Thái Lan và Việt Nam.[3]
- Belontia signata (Günther, 1861) - Ceylonese combtail. Phân bố: Sri Lanka.